# Dinamo Moskva (vaterpolo)
Dinamo Moskva je ruski vaterpolski klub iz grada Moskve.

## Sezona 2006/07.
U sezoni 2006/07. je nastupao kao "Dinamo-Olimpijski" (Динамо-Олимпийский).
Postava u sezoni 2006/07.:
Karelsky, Jacev, Gocić, Garbuzov, Ušakov, Zajcev, Peković, Gubanev, Dokučajev, Eryšov, Aksenov, Z.Varga, Šaltanov, Oljhovik, Antipov, Ašajev, 
Trener: Dimitrij Gozškov

Zamj.tr.: M.Rijsman
U sezoni 2006/07. natječe se u LENA kupu, a natjecanje je započeo u Euroligi. Došao je do četvrtzavršnice, u kojoj je ispao od ruskog predstavnika "Sinteza" iz Kazana.

## Klupski uspjesi
- Kup pobjednika kupova: 1985., 2000.
- Europski superkup: 1985.

- Prvak države
  - Rusija: 1994., 1995., 1996., 1998., 2000., 2001., 2002.
  - SSSR: 1955., 1957., 1958., 1960., 1961., 1962., 1968., 1969., 1985., 1986., 1987.

- Doprvak države
  - Rusija: 1997.
  - SSSR: 1937., 1950., 1953., 1954., 1965., 1970., 1978., 1979., 1982., 1988., 1989., 1990., 1991., 1992.

## Rezultati u prvenstvima
(popis nepotpun)
2005/06.: treći

2006/07.: ...

## Vanjske poveznice
- Stranice o klubu
- Stranice o klubu